# Saudi Gazette
Saudi Gazette är en engelskspråkig tidning som ges ut i Jidda, Saudiarabien. Tidningen anses som en av de ledande tidningarna i Saudiarabien, och ges ut såväl i tryckt form som på nätet. Saudi Gazette anses vara lojal gentemot det saudiska kungahuset.

Logotyp